# Ламборґіні: Людина-легенда
«Ламборґіні: Людина-легенда» (англ. Lamborghini: The Man Behind the Legend) — художній фільм режисера Роберта Мореско. Головну роль виконав Френк Грілло.

## Сюжет
Фільм простежує «довге життя культового підприємця, починаючи з виробництва тракторів на початку його кар'єри, створення військових автомобілів під час Другої світової війни, а потім проектування та створення автомобілів Lamborghini, які зрештою визначили його фундаментальну спадщину».

## У ролях
- Френк Ґрілло — Ферруччо Ламборгіні
  - Романо Реджіані — Ферруччо Ламборгіні в молодості
- Гебріел Бірн — Енцо Феррарі
- Міра Сорвіно — Аніта
- Фортунато Серліно — Антоніо Ламборгіні
- Джорджіо Кантаріні — Джорджіо Ламборгіні
- Еліана Джонс — Біллі Елланд

## Виробництво
29 грудня 2015 стало відомо, що компанія Ambi Media Group розробляє художній фільм, заснований на житті автовиробника Ферруччо Ламборгіні. Майкл Редфорд виступить режисером фільму за сценарієм Роберта Мореско, заснованого на біографії Тоніно Ламборгіні про свого батька під назвою "Ferruccio Lamborghini. La storia ufficiale". 9 березня 2018 року Роберт Мореско змінив Редфорда як режисера. 14 травня 2018 року стало відомо, що співфінансування та спільне виробництво фільму здійснюватиме TaTaTu, нещодавно запущена соціальна розважальна платформа на основі блокчейну.
Одночасно з оголошенням режисера фільму було підтверджено, що Антоніо Бандерас та Алек Болдуїн отримали ролі Ферруччо Ламборгіні та Енцо Феррарі відповідно, а італійський актор Романо Реджіані — роль молодого Ферруччо Ламборгіні. Зйомки фільму мали розпочатися 9 квітня 2018 року в Римі та Ченто. У вересні 2021 року Френк Грілло розповів в інтерв'ю, що він змінив Бандераса у фільмі. Він також зазначив, що Болдуїн вибув із фільму, хоча заміна йому ще не знайдена. Пізніше того ж місяця виробництво почалося в Римі та Емілії-Романні, до акторського складу приєдналися Гебріел Бірн, Міра Сорвіно, Романо Реджіані, Фортунато Серліно та Джорджіо Кантаріні. У жовтні 2021 року Еліана Джонс увійшла до акторського складу.